# Айвенго (Техас)
Айвенго (англ. Ivanhoe) — місто (англ. city) в США, в окрузі Тайлер штату Техас. Населення — 1327 осіб (2020).

## Географія
Айвенго розташоване за координатами 30°40′36″ пн. ш. 94°24′19″ зх. д. / 30.67667° пн. ш. 94.40528° зх. д. (30.676629, -94.405144).  За даними Бюро перепису населення США в 2010 році місто мало площу 4,77 км², з яких 4,28 км² — суходіл та 0,49 км² — водойми. В 2017 році площа становила 9,41 км², з яких 8,52 км² — суходіл та 0,89 км² — водойми.

## Демографія
Згідно з переписом 2010 року, у місті мешкало 887 осіб у 386 домогосподарствах у складі 259 родин. Густота населення становила 186 осіб/км².  Було 577 помешкань (121/км²).
Расовий склад населення:
| - 91,1 % — білих - 3,6 % — чорних або афроамериканців - 1,4 % — корінних американців - 0,8 % — азіатів |

До двох чи більше рас належало 2,5 %. Частка іспаномовних становила 2,5 % від усіх жителів.
За віковим діапазоном населення розподілялося таким чином: 19,8 % — особи молодші 18 років, 53,6 % — особи у віці 18—64 років, 26,6 % — особи у віці 65 років та старші. Медіана віку мешканця становила 50,5 року. На 100 осіб жіночої статі у місті припадало 92,8 чоловіків;  на 100 жінок у віці від 18 років та старших — 91,1 чоловіків також старших 18 років.
Середній дохід на одне домашнє господарство  становив 38 031 долар США (медіана — 30 066), а середній дохід на одну сім'ю — 46 093 долари (медіана — 33 030). Медіана доходів становила 26 818 доларів для чоловіків та 25 833 долари для жінок. За межею бідності перебувало 30,4 % осіб, у тому числі 41,9 % дітей у віці до 18 років та 19,8 % осіб у віці 65 років та старших.
Цивільне працевлаштоване населення становило 367 осіб. Основні галузі зайнятості: роздрібна торгівля — 22,6 %, освіта, охорона здоров'я та соціальна допомога — 22,3 %, фінанси, страхування та нерухомість — 9,8 %, публічна адміністрація — 9,5 %.